# Campeonato de Francia de Rugby 15 1954-55
El Campeonato de Francia de Rugby 15 1954-55 fue la 56.ª edición del Campeonato francés de rugby.
El campeón del torneo fue el equipo de Perpignan quienes obtuvieron su sexto campeonato.

## Desarrollo

### Segunda Fase
| - Dax - Lavelanet - Grenoble - Pau - Castres - Soustons - Narbonne - Roanne - Lyon OU - Toulouse - Tulle - Racing - Cognac - Graulhet - Limoges - Biarritz | - Agen - Vichy - Périgueux - Mont de Marsan - Lourdes - Montélimar - La Rochelle - US Bressane - Angoulême - Bergerac - Touloun - Entente Côte-Vermeille - Carmaux - Romans - Bayonne - Brive |